# Като Стефанина
Като Стефанина̀ (на гръцки: Κάτω Στεφανινά) е село в Гърция, част от дем Бешичко езеро (Волви) в област Централна Македония с 21 жители (2001).

## География
Като Стефанина е разположено в южното подножие на Орсовата планина (Кердилия), над Бешичкото езеро (Волви), западно от Стефанина, в североизточното подножие на възвишението Омер.